# Іслам та інші релігії

Протягом багатовікової ісламської історії мусульманські правителі, ісламські вчені і звичайні мусульмани вступали у різні відносини з представниками інших релігій. Стиль цих стосовно змінювався в залежності від часу, місця і обставин.

## Іслам і представники інших релігій
Коран проводить відмінності між людьми Писання (Ахль аль-Кітаб) (представниками монотеїстичних релігій — єврями, християнами, сабіями та ін) з одного боку і многобожниками, або ідолопоклонниками, з іншого боку. Є певні види обмежень, які застосовуються до многобожників, але не до людей Писання. Одним з прикладів є те, що мусульманські чоловіки можуть вступати в шлюб з християнками або еврейками, але не з язичницями. Мусульманки, однак, не можуть вступати в шлюб з чоловіком не своєї конфесії.
Ідея ісламської переваги полягає у формулі «Іслам піднесений, і ніщо не піднесеться над ним».
Згідно Корану, іртидад (відступництво від мусульманської віри) в ісламі може каратися смертю або позбавленням волі. Ст. Хеффенінг стверджує, що Мухаммад Шафії інтерпретував вірш Корану 2: 217 як головний доказ правомірності здійснення смертної кари. Ваель Халлак стверджує, що смертний вирок був елементом, який додали пізніше, він «відображає більш пізні реалії і не має відношення до справ Пророка». Він також заявляє, що «ніщо в законі, що регламентує відступництво, не випливає з букви священного тексту». Є також інтерпретації, згідно з якими муртадів (віровідступників) не обезголовлювали або зовсім не карали, і існувала свобода віросповідання.